# پادشاهان آنژوین انگلستان
پادشاهان آنژِوین انگلستان (Cœur de Lion) منتسب به آنژو، یک خاندان سلطنتی انگلیسی در قرن دوازدهم و اوایل قرن سیزدهم بود. پادشاهانی از آنژوین‌ها همچون هِنری دوم، ریچارد یکم، و جان، در ۱۰ سال و از سال ۱۱۴۴ ادامه موفقیت‌آمیز نَسَب کنت‌های آنژو بودند. جِفری پلانتاژنه و فرزندش هِنری کورمانتل، که در آینده به عنوان هنری دوم نائل گردید، کنترل یک منطقه مختلف گسترده در غرب اروپا را در اختیار گرفتند که برای ۸۰ سال و به عنوان نگاهی به زادگاهشان به نام امپراتوری آنژوین نامیده می‌گردید. از دیدگاه یک نهاد سیاسی، آنژِوین‌ها ساختاری متفاوت نسبت به سلسله حکومت ماقبل خود یعنی نُرمَن‌ها و همینطور خاندان بعد از آنها موسوم به پلانتاژنه داشتند. جِفری، در ۱۱۴۴ به عنوان دوک نرماندی دست یافت و در ۱۱۵۱ درگذشت. وارث وی، هِنری، منطقه آکیتن را به دلیل ازدواج با الینور د آکیتن به دست آورد. هِنری در عین حال از طریق مادرش ملکه ماتیلدا، ادعای تاج و تخت انگلستان را داشت که در سال ۱۱۵۴ و پس از مرگ پادشاه استیون موفق به این مهم شد و بر اساس توارث به این پادشاهی با عنوان هِنری دوم نائل گشت.
سومین فرزند هنری، ریچارد، میراث‌دار تاج‌وتخت پدر شد و به دلیل رشادت‌ها و نبوغ نظامی ملقب به شیردل گردید. اگر چه او زاده و بزرگ‌شدهٔ انگلستان بود اما در بزرگسالی، دوران اندکی را در آنجا گذراند، شاید به اندازهٔ ۶ ماه. با همهٔ این احوال و به فرجام، ریچارد چه در انگلستان و چه در فرانسه، یک چهرهٔ تمثیلی و ماندگار باقی ماند و یکی از معدود پادشاهان انگلستان است که فرنامش، شیردل، در مقابل نام و عدد ترتیبی سلطنتی او نیز ذکر می‌گردد.
پس از درگذشت ریچارد، برادرش جان - پنجمین و آخرین فرزند بازماندهٔ هنری - تاج‌وتخت پادشاهی را به دست گرفت. جان در سال ۱۲۰۴ بسیاری از سرزمین‌ها، از جمله آنژو را از دست داده و به پادشاهی فرانسه سپرده بود. این پادشاه و جانشینان پس از وی به عنوان دوک‌نشینان آکیتن شناخته می‌شدند. از دست دادن آنژو - که نام این سلسله برگرفته از آن بود - باعث شد تا فرزند جان، هنری سوم، گاهی به عنوان اولین پلانتاژنه در نظر گرفته شود. نامی که برگرفته از اسم مستعار پدربزرگش، جفری بود. هر چند، در خلال مقطع تاریخی آنژوین‌ها - عصر آنژوین‌ها - و پادشاهان متعاقب انگلستان، هنری دوم نخستین پادشاه پلانتاژنه محسوب می گردد. از زمان جان، تا زمان سلطنت ریچارد دوم، این سلسله بدون نقصان در میان فرزندان پسر برای جانشینی ادامه یافت و سپس به دو شاخه در نَسَب خانوادگی به نام‌های دودمان لنکستر و دودمان یورک تقسیم شد. در قرن هفدهم، مورخان برای اشاره به این خاندان، صرفاً از نام پلانتاژنه استفاده کرده‌اند.

## نگارخانه

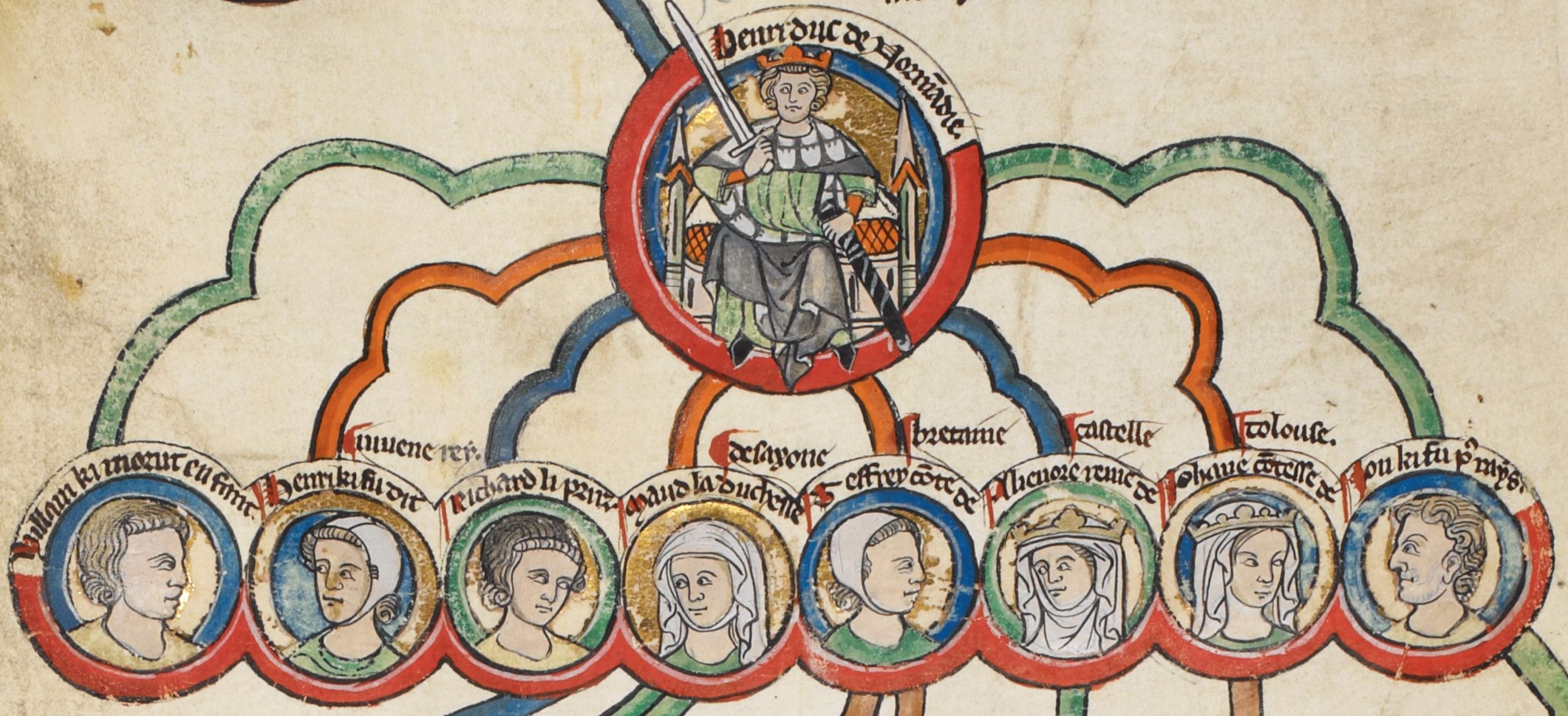
فرزندان هنری دوم انگلستان
فرانسه-انگلستان ۱۱۵۴ میلادی
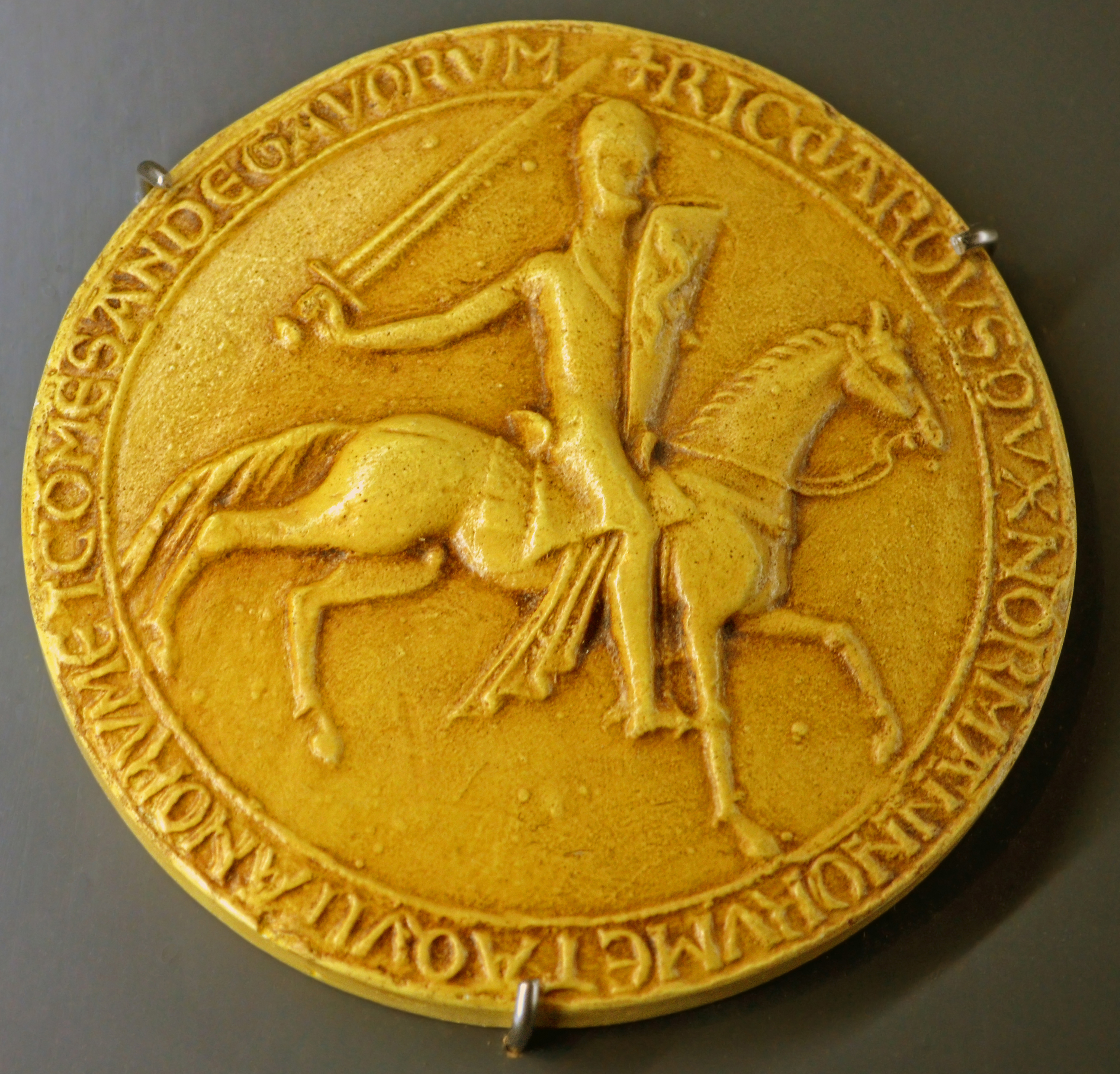
مهر و نشان ریچارد یکم انگلستان
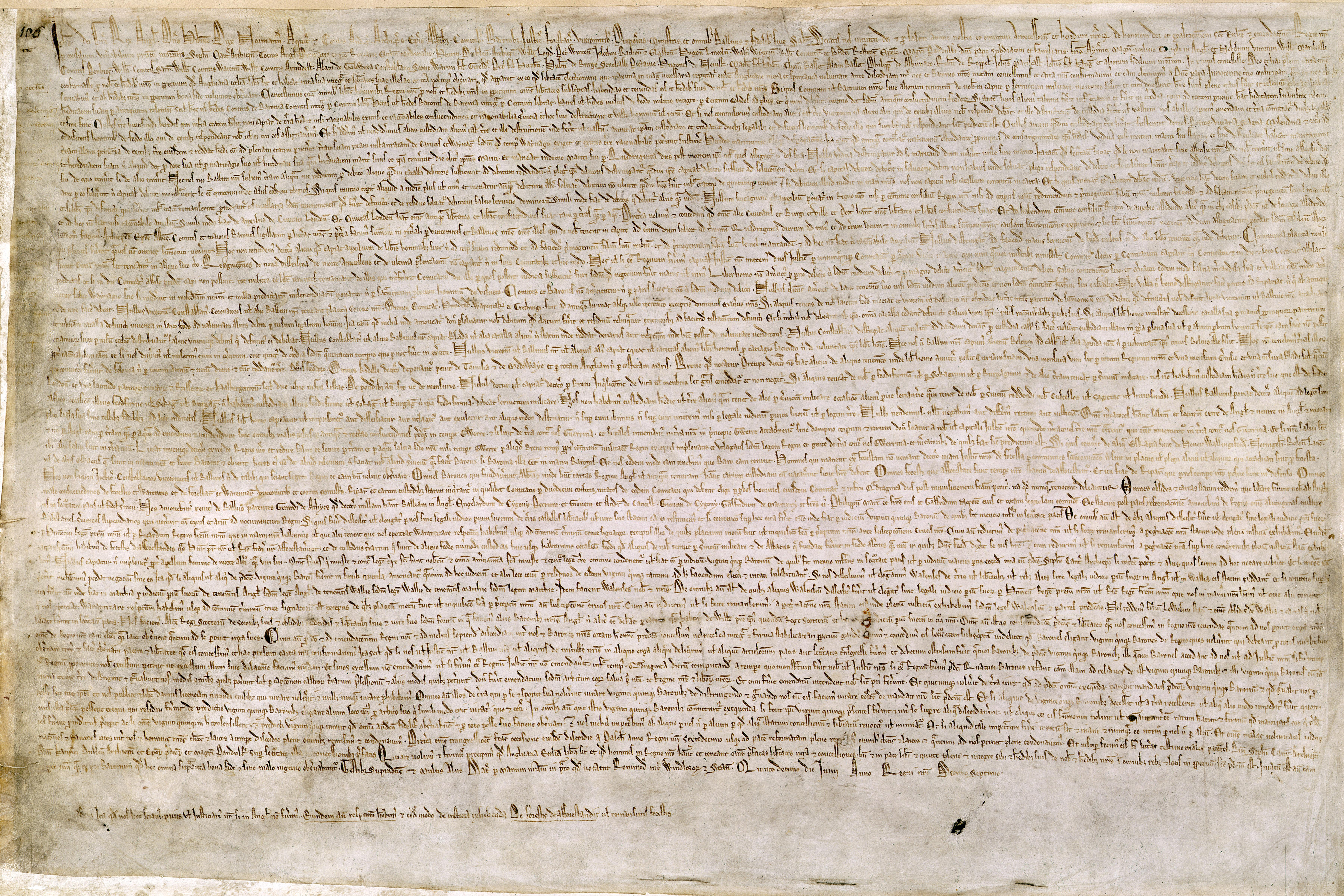
فرمان مگنا کارتا
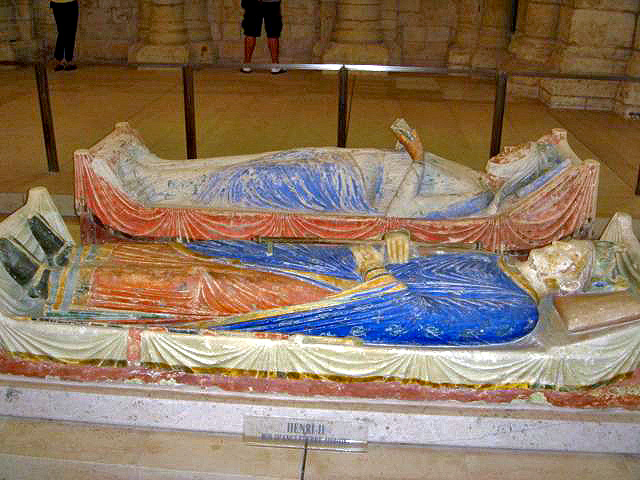
آرامگاه هنری و النور
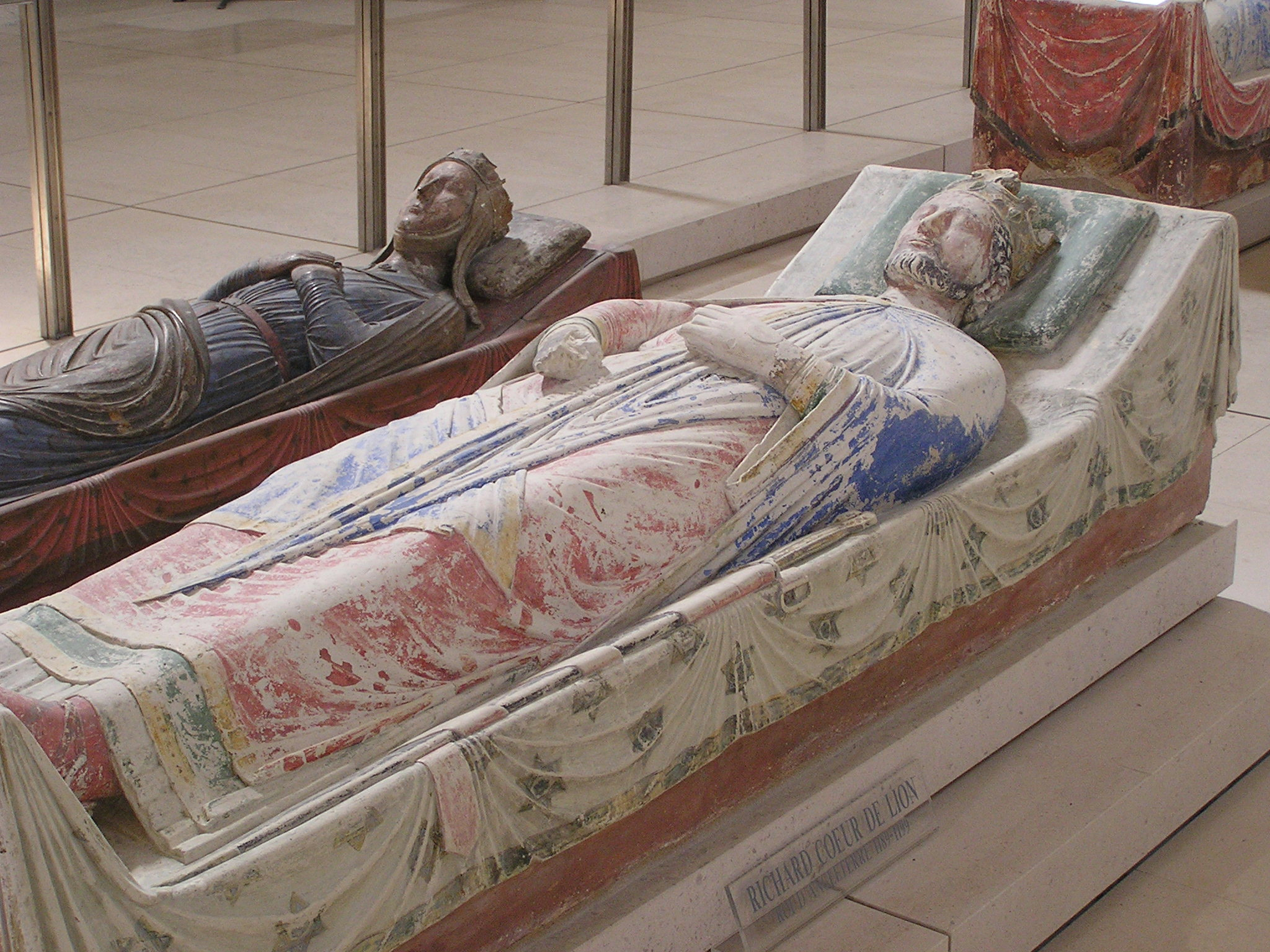
آرامگاه ریچارد یکم
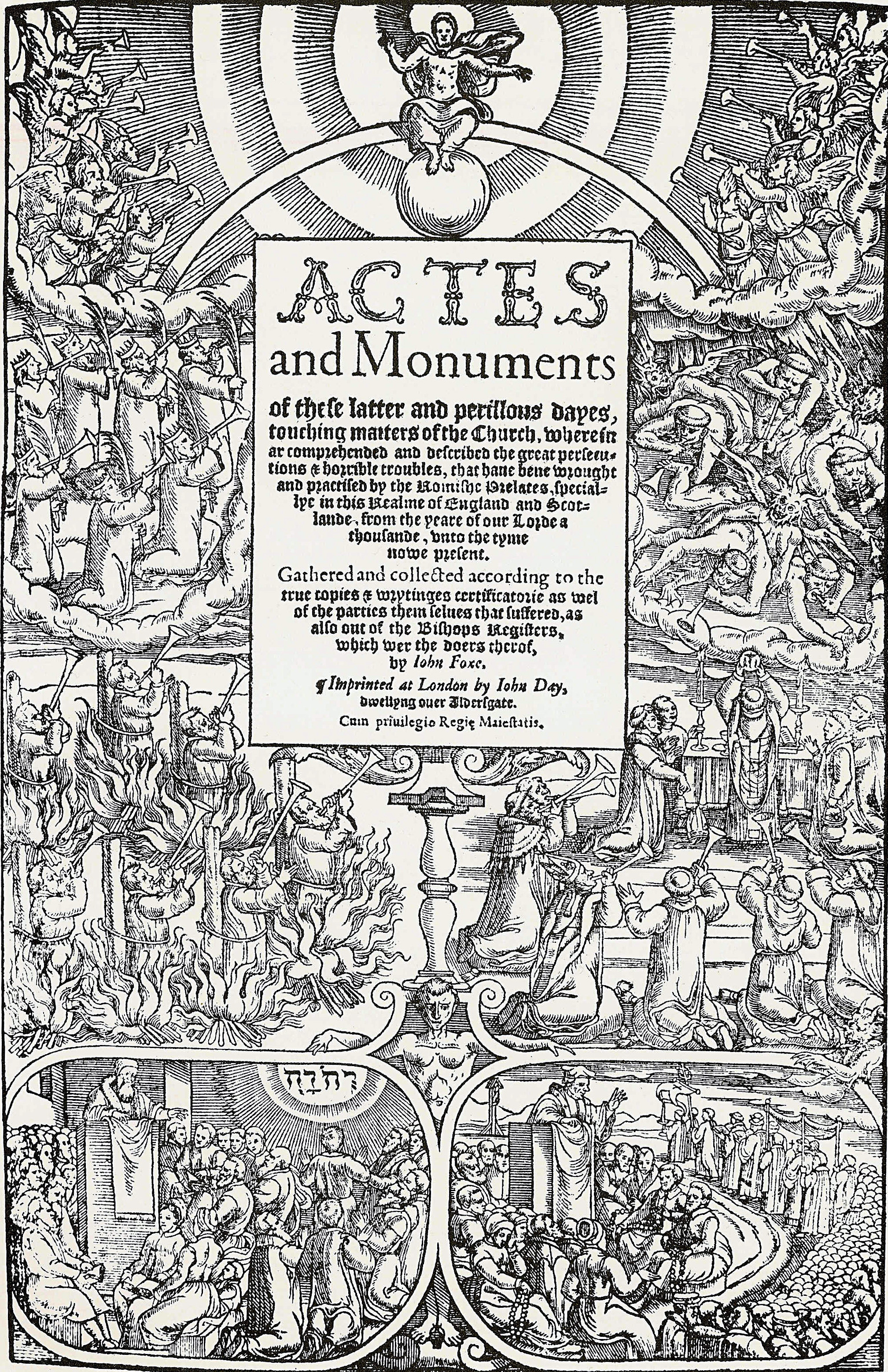
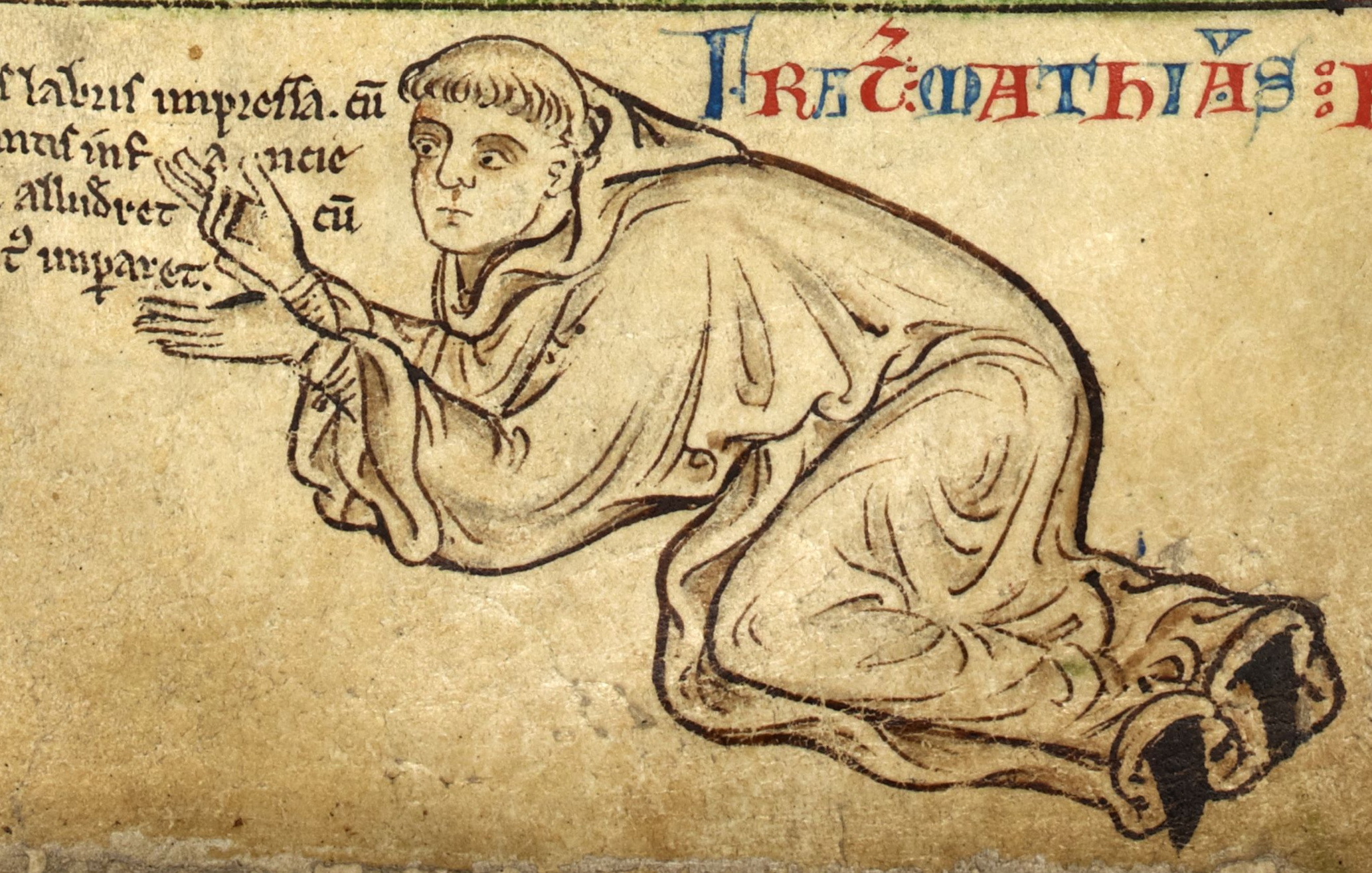
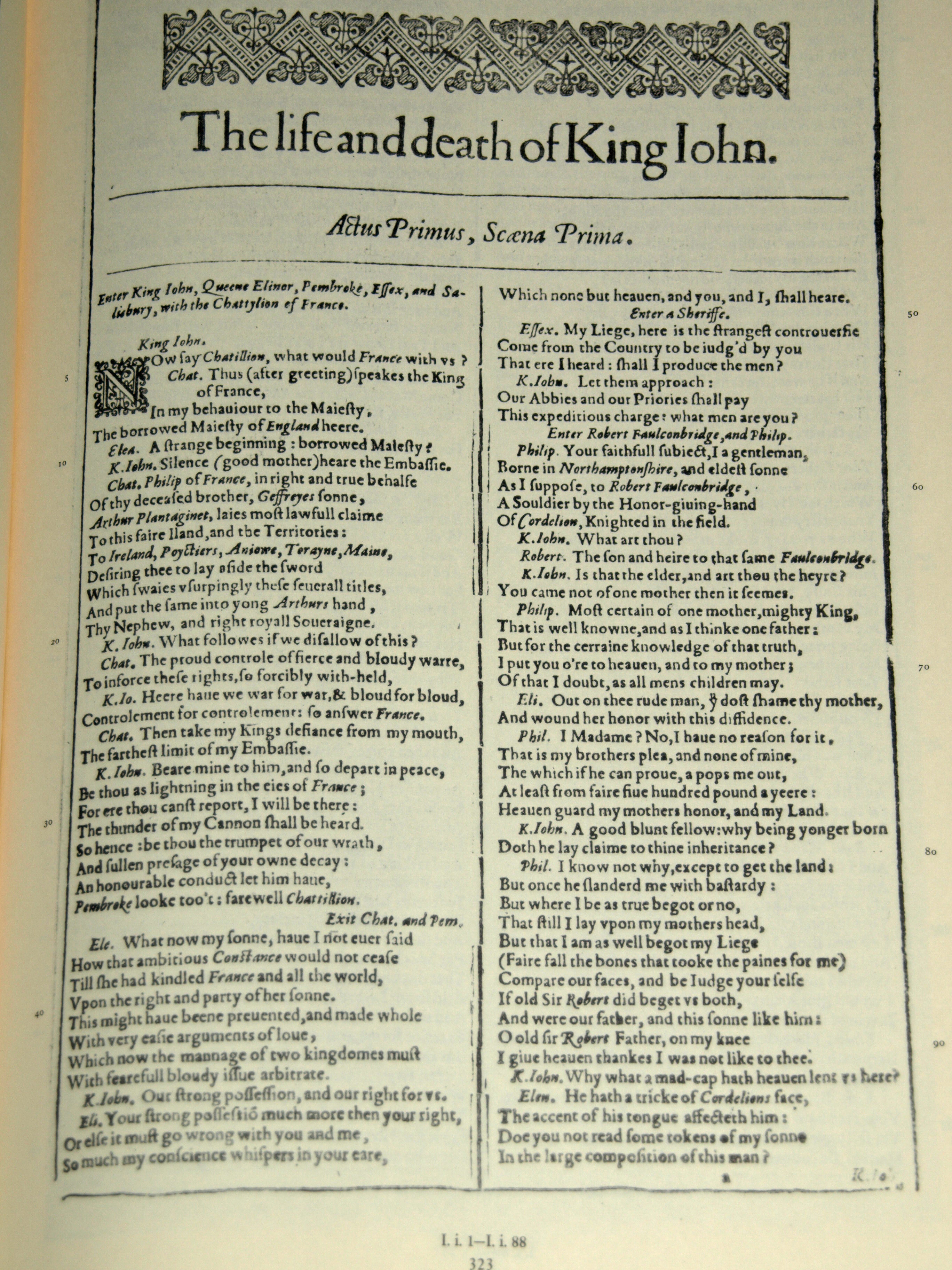